# Aleja Juliusza Słowackiego we Wrocławiu
Aleja Juliusza Słowackiego – ulica we Wrocławiu, o położeniu równoleżnikowym, łącząca obecnie plac Dominikański z placem Powstańców Warszawy, licząca (wg Systemu Informacji Przestrzennej Wrocławia) około 440 metrów długości. Zaczyna się obecnie na skrzyżowaniu z ul. Bernardyńską, a kończy na węźle pl. Społecznego przy pl. Powstańców Warszawy. Dzisiejsza ulica jest tylko częścią dawnego traktu biegnącego od dawnego Dominikaner Platz przez krótki odcinek Dominikanerstraße, przez Fosę Miejską (po jej wschodniej stronie trakt łączył się z Ohlauer Stadtgraben, czyli Podwalem Oławskim) a następnie ulicą Am Ohlau Ufer (pol. dosłownie „Na Brzegu Oławy”, albo „Wybrzeże Oławskie”). Około roku 1881 przeniesiono ujście Oławy do Odry w miejsce, w którym się ono znajduje i dzisiaj (tj. około 650 metrów na wschód od miejsca, gdzie łączyła się ona z Fosą Miejską), a stary odcinek koryta Oławy zasypano. W wyniku tych zmian „Wybrzeże Oławskie” przestało na tym odcinku pełnić rolę ulicy nadbrzeżnej, za to po przedłużeniu wchłonęło drogę biegnącą po dawnej grobli oddzielającą wcześniej wody rzeki Odry od Oławy – Am Steindamm  („Na Kamiennej Grobli”), która widoczna jest jako Der Steindamm jeszcze na planie z roku 1879. Na nowo geodezyjnie wytyczona ulica (w roku 1888 ) Am Ohlau Ufer po tych zmianach biegła więc najpierw tak jak wcześniej, od Fosy Miejskiej na zachodzie w kierunku wschodnim, potem przedłużona aż do brzegu Odry biegła wzdłuż linii dawnej Steindamm, do przeprawy przez rzekę (w miejscu, gdzie dziś znajduje się most Grunwaldzki), następnie skręcała w prawo aż do nowego ujścia Oławy, a potem jeszcze bardziej w prawo, ku południowi, i biegła brzegiem tej rzeki (lewym) aż do mostu na drugą stronę (Mauritius Brücke, dzisiejszy most Oławski) przy skrzyżowaniu z Mauritius Straße, dzisiejszą ulicą Walońską. Nowy przebieg Am Ohlau Ufer widoczny jest na planach opublikowanych po przebudowie ujścia Oławy i po nowych regulacjach geodezyjnych. Utrzymał się on aż do końca II wojny światowej. 
W latach 1908–1910 w miejscu dawnej przeprawy przez Odrę zbudowany został Kaiser Brücke (dzisiejszy most Grunwaldzki), dzięki któremu poprawiła się komunikacja między centrum miasta a jego wschodnimi – podówczas peryferyjnymi – dzielnicami, a „Wybrzeże Oławskie” było główną arterią prowadzącą do nowego mostu, którą ta komunikacja przebiegała. Do roku 1924 w jednym z budynków u zbiegu Am Ohlau Ufer i Ohlauer Stadtgraben (Słowackiego i Podwala) mieścił się polski konsulat, przeniesiony tu po tym, kiedy jego poprzednia siedziba (przy ul. Nowej) została zdemolowana w roku 1920.
Oblężenie Wrocławia w roku 1945 wywołało niemal całkowite zniszczenia w zabudowie tej ulicy, a także w sąsiadujących z nią kwartałach. Już w 1945 roku całą Am Ohlau Ufer przemianowano na Al. Słowackiego. W latach 70. XX wieku część zachowanej zabudowy ulic sąsiadujących z al. Słowackiego wyburzono, przygotowując teren pod budowę węzła komunikacyjnego placu Społecznego. Węzeł ten, ukończony w II połowie lat 80., spowodował rozerwanie Alei Słowackiego na dwie komunikacyjnie odrębne części. Usunął też z alei Słowackiego ruch tramwajowy (z mostu Grunwaldzkiego w stronę Rynku i z powrotem). Wschodnią jej część (od dawnego placu Dzierżyńskiego do placu Powstańców Warszawy/placu Społecznego) nadal nazywano Aleją Słowackiego, natomiast część zachodnia i południowa (od mostu Grunwaldzkiego do mostu Oławskiego) nazywana jest obecnie wybrzeżem Słowackiego . Środkowy, około 250-metrowy, odcinek dawnej Alei między mostem Grunwaldzkim a dawnym jej skrzyżowaniem z ul. Dobrzyńską przekształcony został w ciąg pieszo-rowerowy wewnątrz placu Powstańców Warszawy.